# Acantholaimus iubilus
Acantholaimus iubilus is een rondwormensoort uit de familie van de Chromadoridae. De wetenschappelijke naam van de soort is voor het eerst geldig gepubliceerd in 1979 door Gerlach, Schrage & Riemann.